# Франценюк, Иван Васильевич
Ива́н Васи́льевич Франценю́к (1 декабря 1927 года, с. Выхватновцы — 9 февраля 2005 года, г. Липецк) — советский и российский учёный-металлург, с 1978 по 2004 годы возглавлял Новолипецкий металлургический комбинат. Лауреат Государственной премии СССР (1980), Герой Социалистического Труда (1984), Заслуженный металлург РСФСР (1977), почётный гражданин Липецка (1993) и Липецкой области.

## Биография
Франценюк родился 1 декабря 1927 года в селе Выхватновцы Каменецкого округа Украинской ССР (ныне Каменец-Подольского района Хмельницкой области Украины).
В 1951 году окончил Ждановский металлургический институт по специальности инженер-металлург. Работал технологом на Воронежском заводе им. М. И. Калинина. В 1954 году перешёл на НЛМК, сначала работал под началом Фролова Николая Семеновича, потом в течение десяти лет поднялся по карьерной лестнице от начальника смены листопрокатного цеха до главного инженера.
С 1978 года — директор НЛМК, а с 1992 года — генеральный директор ОАО «НЛМК». В 2004 году И. В. Франценюк был избран президентом ОАО «НЛМК».
Практически все направления деятельности комбината, определившие его современный облик, были инициированы Франценюком.
Франценюк — доктор технических наук, действительный член Российской инженерной академии, лауреат Государственной премии, Герой Социалистического Труда.
Умер 9 февраля 2005 года в Липецке. Похоронен на городском кладбище города Липецка.

## Звания
- Доктор технических наук,
- Почетный член Российской академии естественных наук (РАЕН),
- Академик Российской инженерной академии.

## Награды
- Герой Социалистического Труда (26 ноября 1984 года)
- Орден «За заслуги перед Отечеством» II степени (30 июля 1999 года) — за заслуги перед государством, большой вклад в развитие металлургической промышленности и многолетний добросовестный труд[2]
- Орден «За заслуги перед Отечеством» III степени (11 мая 1995 года) — за большие достижения в труде, успешное решение социальных вопросов и многолетнюю работу в акционерном обществе «Новолипецкий металлургический комбинат» (Липецкая область)[3]
- Орден Дружбы народов (26 июля 1993 года) — за большой личный вклад в развитие металлургической промышленности, взаимовыгодного экономического сотрудничества с предприятиями стран СНГ и иностранными фирмами[4]
- Орден Октябрьской Революции
- Два ордена Трудового Красного Знамени
- Государственная премия СССР (1980)
- Заслуженный металлург РСФСР (8 декабря 1977 года)
- Благодарность Президента Российской Федерации (4 января 1998 года) — за большой личный вклад в развитие металлургической промышленности и в связи с 70-летием со дня рождения[5]
- Благодарность Президента Российской Федерации (11 июля 1996 года) — за активное участие в организации и проведении выборной кампании Президента Российской Федерации в 1996 году[6]
- Орден преподобного Сергия Радонежского (РПЦ)
- Почётный металлург СССР

## Увековечение памяти
Ещё при жизни — в 1997 году в честь Франценюка назвали площадь и сквер в Новолипецке, где находится НЛМК. 19 июля 2009 года в сквере на проспекте Мира открыт памятник.